# Caffè Moak
Caffè Moak es una Sociedad por acciones italiana que produce café tostado, fundada en 1967, con sede en Módica, en el Libre consorcio municipal de Ragusa, en Sicilia.

## Historia
Fundada en 1967 por Giovanni Spadola, como una pequeña empresa para el tueste y distribución de café, posteriormente amplió el área de distribución, para llegar en 2005 a convertirse en una sociedad por acciones. y tener una dimensión nacional y posteriormente internacional. En cuanto al nombre de la empresa, Spadola tomó el topónimo de la  dominación árabe en Sicilia, Mohac (Módica) y lo cambió a Moak.

## Iniciativas
Desde 2002 la empresa impulsa anualmente un concurso nacional de narrativa, Café Literario, al que se han sumado los concursos de fotografía y comunicación visual. La iniciativa rinde tributo anualmente a un representante destacado de literatura en todo el mundo. En 2020, por ejemplo, el ícono gráfico del evento fue el de Tonino Guerra.

## Premios
- “Impresa vincente” (Roadshow de Intesa Sanpaolo 2019)[7]